# Francesc Bierge i Albertí
Francesc Bierge i Albertí (El Masnou, Maresme, 5 d'agost de 1905 - Barcelona 1983) fou un enginyer industrial català.

## Biografia
Estudià Enginyeria Industrial a l'Escola d'Enginyers Industrials de Barcelona. L'any 1931 s'incorporà a les empreses Barcelona traction, Light and Power (coneguda popularment com "la Canadenca") i Riegos y Fuerzas del Ebro, S.A. que, posteriorment, seran absorbides per Fuerzas Eléctricas de Cataluña, S.A.(FECSA). L'any 1932, juntament amb el seu company Josep Frigola, creà un gabinet d'assessorament tècnic d'Enginyeria i Projectes. Entre els anys 1933 i 1935 es va dedicar plena i totalment a la construcció del Túnel de Terradets; posteriorment es va fer càrrec de la direcció tècnica de la central de Flix, essent un veritable pioner en la construcció de les primeres presses de Catalunya. Això el portà a elaborar el seu notable recull d'instruccions, normes de treball i fitxes tècniques. Durant la guerra civil va ésser empresonat durant disset mesos, fins que, finalment, el desembre de 1938 fou alliberat. Acabada la guerra va continuar la seva activitat dins del camp de la construcció (Balaguer, Flix) fins al moment de traslladar-se a Barcelona on va ocupar algun càrrec diretriu a l'empresa.

## Fons personal
El seu fons personal es conserva a l'Arxiu Nacional de Catalunya. El fons conté la documentació generada i rebuda per Francesc Bierge; documentació personal i familiar (cèdules personals, salconduits, certificats, carnets, correspondència, entre d'altra); documentació relacionada amb la seva activitat professional vinculada a l'enginyeria industrial i a l'empresa Riegos y Fuerzas del Ebro, l'OTEC i diverses associacions i col·legis professionals, com ara el Col·legi Oficial d'Enginyers, l'Associació d'Enginyers Industrials de Barcelona, l'Asociación Nacional de Ingenieros Industriales, etc. D'aquesta documentació cal destacar informes i estudis, projectes, plànols, correspondència, circulars, diverses publicacions i altra material de treball. Finalment, el fons inclou un petit volum de documents de caràcter polític (PSU-UGT, FET, JONS) i especialment, escrits d'opinió política del productor del fons. També cal remarcar el volum de monografies i publicacions periòdiques de temàtica científica i tecnològica que reuneix el fons.